# Pestilence
Pestilence är ett death metal-band från Nederländerna, bildat 1986. Gruppen spelade först thrash metal, men gick senare över till death metal. De införlivade jazz fusion-influenser senare i sin musik. Pestilence låttexter handlar om död, lidande och personliga tankar.

## Historia
Pestilence bildades i Nederländerna i mitten av 1986. Banduppsättningen bestod då av Patrick Mameli på gitarr och sång, Randy Meinhard som andre gitarrist och Marco Foddis på trummor. De spelade in två demo-kassetter innan Roadrunner Records fick upp ögonen för bandet. Efter första demon, Dysentery gick Martin van Drunen med i bandet och fyllde upp platsen som basist och sångare. Efter skivkontraktet med Roadrunner gav bandet ut sitt debutalbum, Malleus Maleficarum, 1988, som ytterligare förfinade deras förhållningssätt till thrash metal. Kort därefter slutade gitarristen Randy Meinhard för att arbeta vidare med andra musikaliska mål i ett nytt band, Sacrosanct.
Under tiden rekryterade Pestilence Patrick Uterwijk för att fylla upp den lediga platsen. Året 1989 gav bandet ut sin andra platta, Consuming Impulse, som styrde bandet mot death metal-genren. Ur ett musikaliskt perspektiv, blev musiken tyngre. Martin van Drunens sångteknik ändrades från klarare sång till skarpt growl. Med detta album fick gruppen internationell uppmärksamhet. Innan det tredje albumet hunnit att ges ut ändrades banduppsättningen än en gång, sångaren Martin van Drunen slutade för att istället gå med i doom-influerade death metal-bandet Asphyx. Pestilence fick igen gå ut och leta efter en ny medlem. Tony Choy gick med i bandet som sessionbasist, han var vid det tillfället redan med i technical death metal-bandet Cynic. Patrick Mameli fick återgå som både sångare och gitarrist. Med denna banduppsättning gav gruppen ut deras tredje album, Testimony Of The Ancients, 1991. Det nya materialet på skivan var inte lika sträv som det förra albumet, men bandets musikaliska färdigheter hade vuxit sig starkare. Tony Choy var som sagt inte en permanent medlem och slutade bandet för att flytta tillbaka till Florida för att spela med Atheist. Under tiden så hade Jeroen Paul Thesseling gått med i bandet som basist.
Under årens lopp har medlemmar av Pestilence fått upp ögonen på andra former av musik, främst jazz fusion som bandet ville koppla ihop med metal. Bandets fjärde album, Spheres, släpptes 1993. Med varje album som gruppen framställde så gick de igenom någon slags musikalisk ändring, Spheres var inget undantag. Bandet mixade ihop jazz fusion element i deras death metal-stil, och använde gitarr-synthar genom hela albumet. Pestilences popularitet hade stigit med varje skivsläpp, men oturligt nog gjorde även spänningarna mellan bandmedlemmarna det. Så efter en kort tidsperiod, 1994, splittrades gruppen, eftersom de kände att de hade nått sitt kreativa klimax.
Året 2008 bestämde sig bandet för att fortsätta där de la av. Den nya banduppsättningen består av Patrick Mameli på sång och gitarr, Tony Choi som basist och Peter Wildoer på trummor, som bland annat har spelat med Darkane och Non-Human Level. Pestilence femte fullängdsalbum, Resurrection Macabre, släpptes den 16 mars 2009 av Mascot Records.

## Medlemmar
Nuvarande medlemmar
- Patrick Mameli – basgitarr (1986–1987), gitarr (1986–1994, 2008–2014, 2016– ), sång (1987–1987, 1991–1994, 2008–2014, 2016– )
- Septimiu Hărşan – trummor (2016–)
- Joost van der Graaf – basgitarr (2019–)
- Rutger van Noordenburg – gitarr (2019– )

Tidigare medlemmar
- Martin van Drunen – sång, basgitarr (1986–1990)
- Marco Foddis – trummor (1986–1994)
- Randy Meinhard – gitarr (1986–1989)
- Chuck – sång (1986)
- Bas Dooijes – basgitarr (1989)
- Patrick Uterwijk – gitarr (1989–1994, 2009–2014)
- Nick Sagias – basgitarr (1990)
- Tony Choy – basgitarr (1991–1992, 2008–2009)
- Jack Dodd – basgitarr (1992)
- Jeroen Paul Thesseling – bandlös basgitarr (1992–1994, 2009–2012)
- Jack Dodd – basgitarr (1992)
- Peter Wildoer – trummor (2008–2009)
- Yuma van Eekelen – trummor (2011–2012)
- Stefan Fimmers – basgitarr (2012)
- Tim Yeung – trummor (2012)
- David Haley – trummor (2012–2014)
- Georg Maier – basgitarr (2013–2014)
- Santiago Dobles – sologitarr (2016–2017)
- Alan Goldstein – basgitarr (2017)
- Tilen Hudrap – basgitarr (2017–2018)
- Calin Paraschiv – sologitarr (2017–2019)
- Edward Negrea – basgitarr (2018–2019)

Turnerande medlemmar
- Patrick Uterwijk – gitarr (2009)

## Diskografi
Demo
- 1986 – Dysentery
- 1987 – The Penance
- 2017 – Discarnate Entity

Studioalbum
- 1988 – Malleus Maleficarum
- 1989 – Consuming Impulse
- 1991 – Testimony of the Ancients
- 1993 – Spheres
- 2009 – Resurrection Macabre
- 2011 – Doctrine
- 2013 – Obsideo
- 2018 – Hadeon

Livealbum
- 2006 – Chronicles of the Scourge
- 2015 – Presence of the Past
- 2016 – Presence of the Pest (Live at Dynamo Open Air 1992)

Singlar
- 2017 – "Hypnotic"

Samlingsalbum
- 1994 – Mind Reflections
- 2003 – Consuming Impulse / Testimony of the Ancients
- 2006 – The Consuming Rehearsals (1989)
- 2015 – The Dysentery Penance
- 2016 – Reflections of the Mind
- 2018 – Prophetic Revelations 1987-1993 (4x12" vinyl box)

Annat
- 1993 – The Breed Beyond (delad EP: Cynic / Fear Factory / Pestilence / Believer)